# Louis Victor Mériadec de Rohan

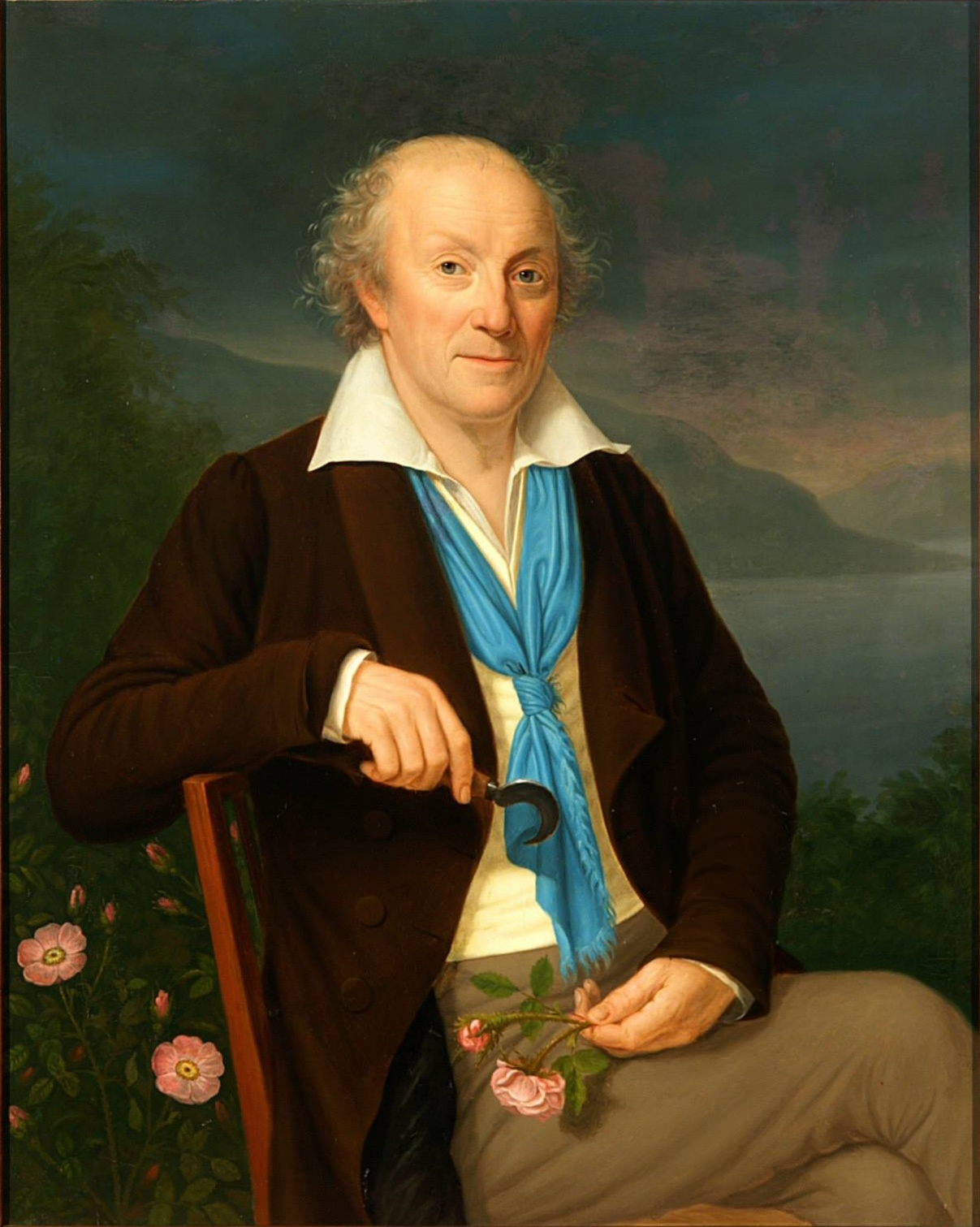
Louis Victor Mériadec de Rohan

Victor Louis Meriadec Prince de Rohan-Guémenée, comte de Saint-Pol und später Fürst von Rohan sowie Herzog von Montbazon und Bouillon, (* 20. Juli 1766 in Versailles; † 10. Dezember 1846 in Sichrow, Böhmen) war Mitglied des französischen Adelsgeschlechtes Rohan, kaiserlich-österreichischer  Feldmarschallleutnant und Ritter des Maria-Theresien-Ordens.

## Leben

### Herkunft
Louis Victor war ein Sohn des Fürsten Henri Louis Marie de Rohan (1745–1808) aus dessen Ehe mit Victoire Armande Josephine von Rohan-Soubise, und damit ein Enkel von Jules Hercule Mériadec de Rohan (1726–1800). Louis Victors Bruder Charles Alain Gabriel de Rohan (1764–1836) diente ebenfalls als Offizier in der österreichischen Armee. Louis Victor, der 11. Prinz von Guéméné, wurde 1830 Fürst von Rohan-Guéméné und folgte 1836 seinem Bruder als 10. Herzog von Montbazon und Bouillon nach.

### Militärkarriere
Nach 13-jährigem französischen Heeresdienst emigrierte er 1789 vor der Französischen Revolution nach England. Für die British Army rekrutierte er 1794 und 1795 zwei Kavallerie-Regimenter, die nach ihm benannt wurden (Rohan’s Hussars).  1797 trat er als Oberst in die kaiserlich-habsburgische Armee ein, in welcher bereits sein Bruder als Oberst diente. Am 23. Januar 1801 wurde er zum Generalmajor (mit Rang vom 13. Februar) befördert und erhielt vom Kaiser das Kommando über das Infanterie-Regiment Nr. 21. Im Koalitionskrieg von 1805 befehligte er eine Freiwilligen-Brigade der Armee Erzherzogs Johann in Tirol und wurde von gegnerischen Kräften im Raum Nauders abgeschnitten. Am 17. November waren seine Truppen in Meran versammelt und marschierten auf Bozen. Am 20. November abends wurde Trient erreicht, am folgenden Tag ging der Marsch nach Borgo Valsugana, es gelang ihm mitten durch die feindlichen Kräfte über den Vinschgau durch das Val Sugana zur Etsch durchzubrechen. Er vereinigte seine Truppen auf beiden Ufern der Etsch bei Gries und trieb dort ein verfolgendes französisches Bataillon von der Brücke. Danach gedachte er, sich nach Venedig durchzuschlagen und dort unter gleichzeitigem Ausfall der umschlossenen österreichischen Besatzung seine Vereinigung mit derselben herzustellen. Doch der Befehl des französischen Generals André Masséna brachte den Plan zum Scheitern, die Division unter Gouvion St. Cyr hatte den Auftrag die Truppen Rohans zu stellen und zu vernichten. Gleichzeitig versuchte General Reynier die Truppen Rohans durch seinen Vorstoß nach Noale abzuschneiden und griff die Österreicher am 24. bei Castelfranco an. Unterdessen war St. Cyr von Campo San Pietro gegen Castelfranco vorgedrungen, dadurch wurde Rohans Brigade neuerlich umstellt und musste mit 3780 Mann und 494 Reitern in Gefangenschaft gehen. Für seine Leistungen in Italien erhielt der Prinz von Rohan am 28. Mai 1806 das Ritterkreuz des Maria-Theresien-Ordens.
1808 wurde der Prinz zum Oberstinhaber des Infanterie-Regiments Nr. 21 ernannt und am 4. Mai 1809 wurde er zum Feldmarschall-Leutnant befördert. Im Feldzug von 1809 führte er eine Division im Verband des IV. Korps, das durch den Fürsten von Orsini-Rosenberg kommandiert wurde. Er kämpfte in der Schlacht bei Aspern und bei Wagram, wo er am 6. Juli verwundet wurde. Im Herbst 1810 nahm er seinen Abschied und zog sich auf seine Güter in Böhmen zurück.

## Familie
1802 heiratete er seine Nichte, Prinzessin Bertha von Rohan-Guéméné (4. Mai 1782–22. Februar 1841), die Ehe blieb kinderlos. Titel, Name und Wappen gingen an seinen Neffen Camille Joseph Philipp Idesbald Prinz von Rohan-Rochefort (1800–1892) über.